# Cruria neptioides
Cruria neptioides là một loài bướm đêm trong họ Noctuidae.